# Abdul-Aziz

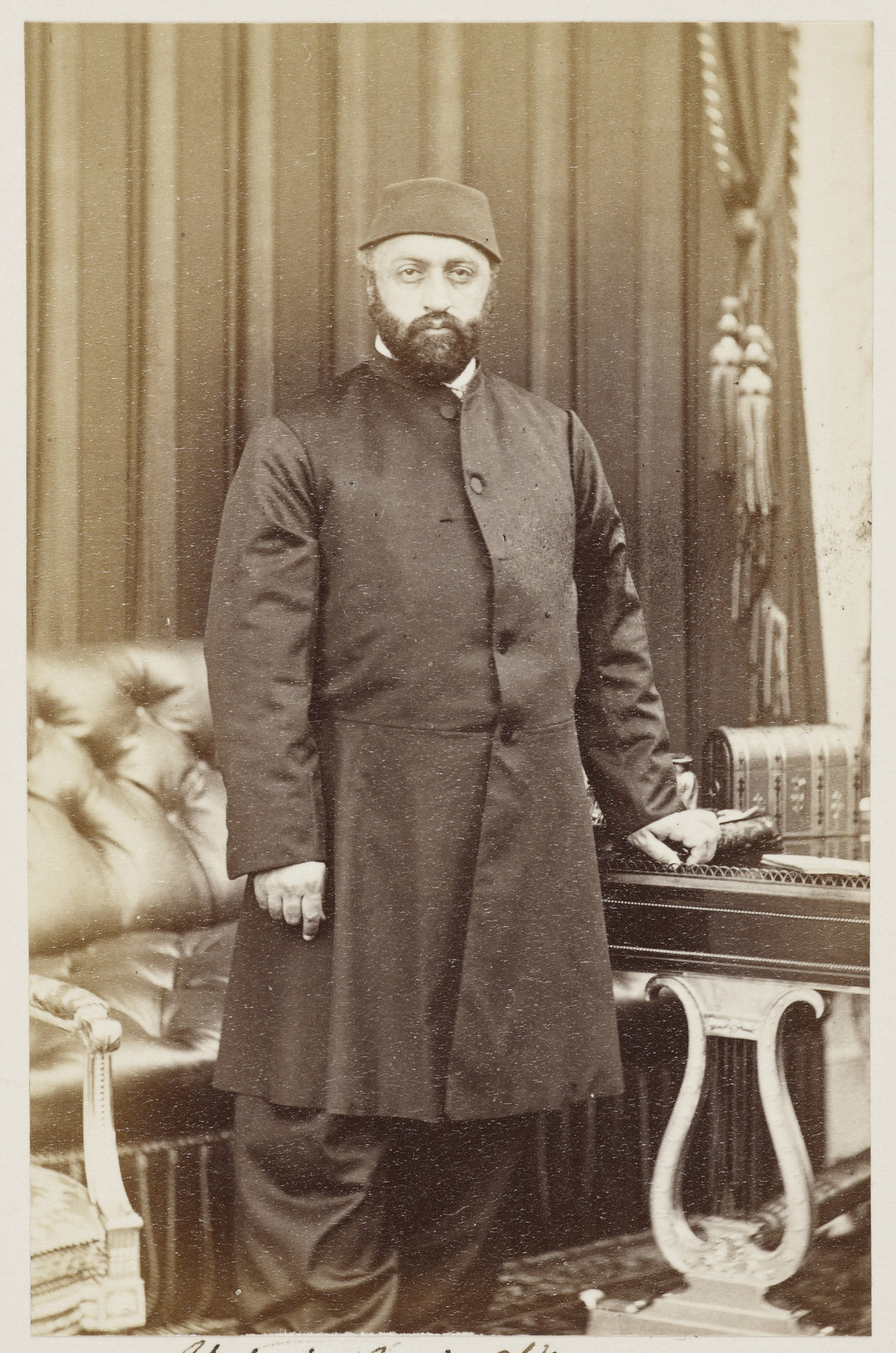
Sultanul Abdul-Aziz în timpul vizitei în Marea Britanie, 1867

Abdul-Aziz (عبد العزيز / `Abdü’l-`Azīz; n. 8 februarie 1830, Üsküdar⁠(d), Imperiul Otoman, Turcia – d. 4 iunie 1876, Feriye Palace⁠(d), Imperiul Otoman, Turcia) a fost al 32-lea sultan otoman al Imperiului Otoman, și a domnit între 25 iunie 1861 și 30 mai 1876. A fost fiu al sultanului Mahmud al II-lea și a succedat fratelui său Abdul-Medjid în 1861.
Născut la Palatul Eyüp din Constantinopol, Abdul-Aziz a primit o educație otomană dar a fost totuși un admirator înfocat al progresului material care se făcuse în Vest. A fost interesat de literatură și a fost compozitor de muzică clasică.

## Recunoașterea dublei alegeri a lui Alexandru Ioan Cuza
În 1862 a recunoscut dubla alegere a lui Alexandru Ioan Cuza și funcționarea unui singur parlament.

## Familie
Părinții lui au fost  Mahmud al II-lea și sultana Pertevniyal ("Partav-Nihal"). În 1868 Pertevniyal locuia la Palatul Dolmabahçe. În acel an Abdul-Aziz a condus-o în vizită pe Eugénie de Montijo, împărăteasa Franței, pentru a o vedea pe mama lui. Pertevniyal a perceput prezența unei femei străine în apartamentul ei din serai ca o insultă. S-a spus că a pălmuit-o pe Eugénie peste față, rezultând aproape un incident internațional.
Bunicii paterni au fost sultanul Abdul Hamid I și sultana Naksh-i-Dil Haseki.